# Grinnell (Kansas)
Grinnell è un comune degli Stati Uniti d'America, situato nello Stato del Kansas, nella Contea di Gove.